# Bernard Senn
Bernard Senn (* 1966 in Stuttgart) ist ein Moderator und Redaktor in der Schweiz.

## Karriere
Senn wurde als Sohn einer schweizerischen Mutter und eines ghanaischen Elektroingenieurs in Stuttgart geboren. Seit 2005 fungiert Senn als Gastgeber der Sendungen Sternstunde Philosophie, Sternstunde Religion und Sternstunde Kunst im Schweizer Fernsehen. Als Redaktor ist er für «Hörpunkt», «Passage 2» und «DRS 2 aktuell» beim Radio SRF 2 Kultur tätig. 1996 wurde ihm eine Auszeichnung des Zürcher Journalistenpreises verliehen.